# Bernardino Francisco de Souza
Sr. Bernardino Francisco de Souza foi um explorador, agropecuarista e comerciante. Foi muito importante para a história da Bahia, sendo o primeiro homem civilizado a desbravar o solo itapetinguense, em 1912, fez uma derrubada nas matas virgens da região, tendo construído uma casa para sua residência à margem direita do Rio Catolé, precisamente no local hoje denominado "Fazenda Astrolina".

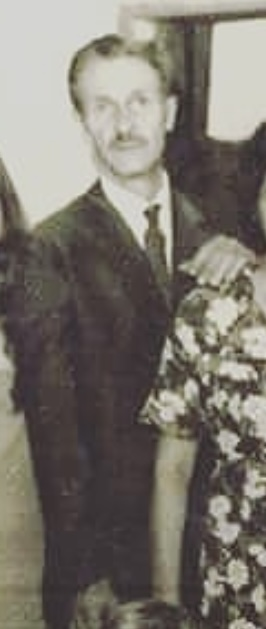
Bernadino Francisco de Souza

Sua história se deu ao fundar a cidade de Itapetinga, que ocorreu ao tentar encontrar uma estrada para Vitória da Conquista e Ilhéus, mas acabou firmando residencia as margens do Rio Catolé. 
Antes, a cidade era chamada de Itatinga e a mudança no nome aconteceu em 1944 para Itatinga, sendo, atualmente, um importante centro de comércio na Bahia.
1. ↑  «Nossa Cidade ⋆ CMI». CMI. Consultado em 3 de maio de 2025